# Davidovics Endre
Davidovics Endre (Nagyvárad, 1912. március 30. – Párizs, 1986. április 8.) szociológus.

## Életpályája
Nagyváradon jogi tanulmányokat folytatott (1930). 1931-től Franciaországban élt. 1938-ban a Sorbonne-on szerzett bölcsészdoktori oklevelet. 1945–1949 között hivatásos katonaként szolgált. 1952-től a Tudományos Kutatás Országos Központja (CNRS) munkatársa, az Année Sociologique társadalomtudományi almanach olvasószerkesztője volt. 1957-ben az École pratique des hautes études-ön diplomát szerzett.
Büntetőjogi szociológiával foglalkozott. Tanulmányait a Revue française de Sociologie, a Cahiers internationaux de criminologie és az Annales internationales de criminologie című folyóiratokban közölte.